# 上海跑马总会

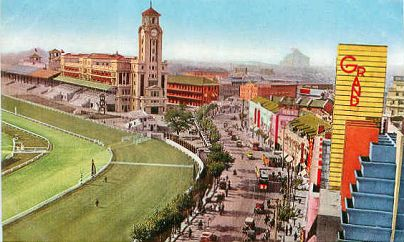
上海跑马场

上海跑马总会（英語：Shanghai Race Club）俗称跑马厅，位于上海市中心地区，原跑马场現已被改建成人民公园和人民广场，原跑马总会大楼被改造成上海市历史博物馆。

## 历史

### 早期
上海跑马总会曾三易其地。1850年（道光三十年），英国商人霍格（W．HOGG）、吉勃（T．D．GIBB）．兰雷（LANGLEY）、派金（W．W．PAKIN）、韦勃（E．WEBB）5人组织跑马总会，自任董事，在现南京东路、河南中路交界，以每亩不足10两银子的价格“永租”土地81亩，开辟了第一个跑马场，俗称老公园，跑道直径800码（731.52米）。由于场地太小，骑手经常把马骑到外边的泥石路上，人们把这些路称作马路，即现在称城市街道为马路的缘由。1851年开始第一次赛马，前后共赛了7次。

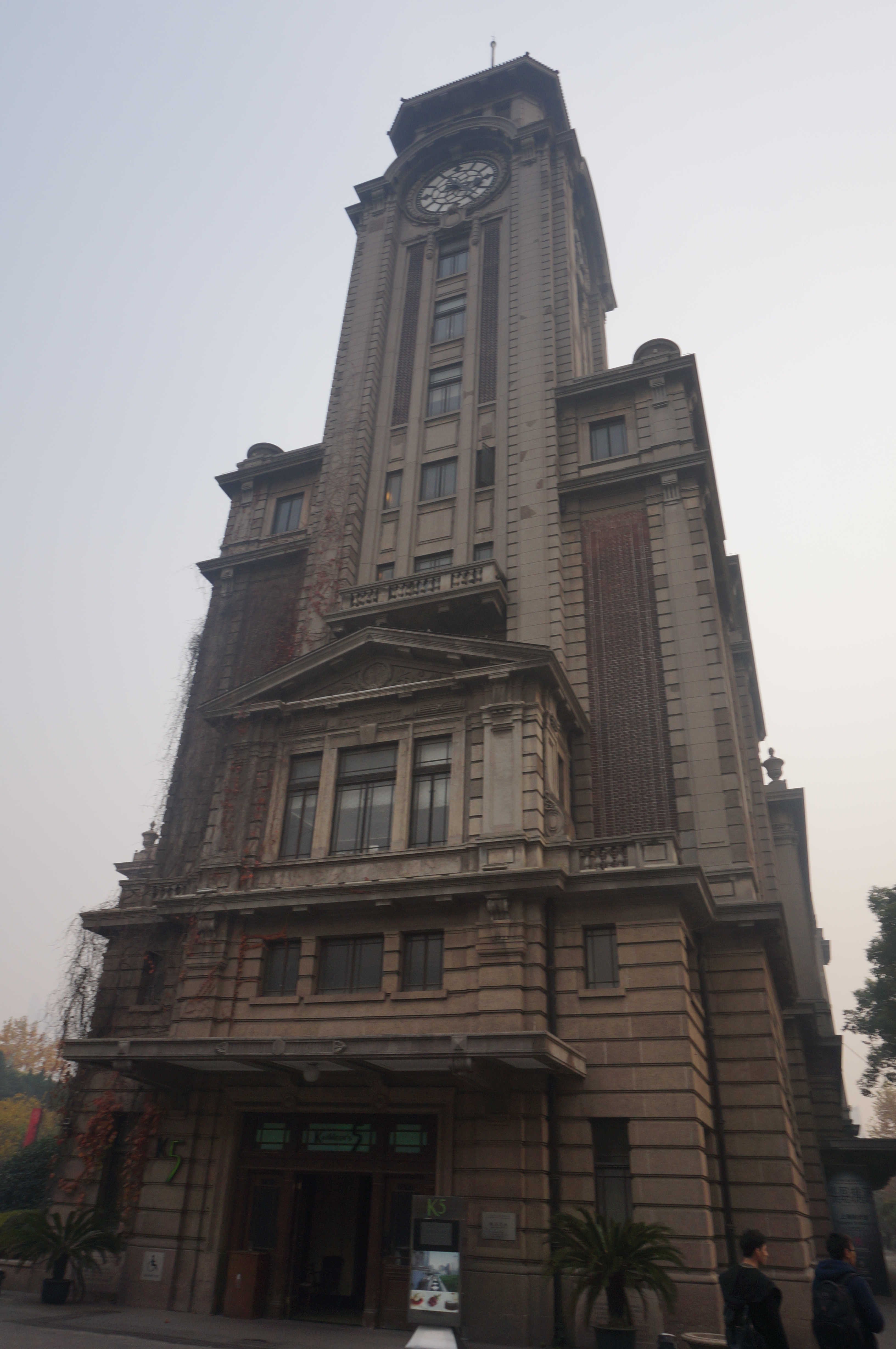
上海跑马厅

1853年小刀会占领上海县城，数万华人避居租界，造成地价飞涨，1854年，跑马总会将南京路、河南路口的老公园分10块每亩超过200两银子的价格卖出。又在当时租界的西部，今南京东路西段浙江中路到西藏路两侧，以9,700两银子的代价圈地170亩建造了第二个跑马场称新公园。湖北路、浙江路、芝罘路、西藏路、北海路，形成一个环路，即当年第二个跑马场的原址。
1860年，太平军进攻苏杭一带，数十万华人避居上海租界，租界地价再度飞涨。咸丰十一年（1861年），跑马总会成员已达25人。又以100,036两银子的价格高价出售新公园。翌年以低价购进泥城桥以西土地，辟筑第三个跑马场。当时霍格与英国驻沪领事一同向上海道台提出，要求划出租界以西，护界浜（今西藏路）以西地段，建一条长1.25英里（2012.25米）、宽60尺（6.096米）的跑马道。在清政府同意下霍格用低价强征了今西藏中路以西、南京西路以南、黄陂南路以东、武胜路以北的农田466亩，每亩折价仅25两白银。当时场地中间还有一个70余座房子的村庄，霍格等人强行以30两1亩地，100两1座房的低价买下，在清政府和英国人的重压之下广大农户根本无力抗争。最终用这块土地建成了号称远东第一的上海跑马厅。但是不知什么原因，跑马总会董事同意一家许姓农民保留其祖坟，此坟墓便一直保存在跑马厅内。
跑马场由股东合资开发。股东大部分为英国人，资本由几个洋行大班提供。跑马场委员会主席是怡和洋行大班约翰逊，约翰逊回国后，由祥茂洋行大班盘尔哥接任。委员有壳件洋行大班克拉克，在上海拥有大量房产的大拉司、马立斯以及鸦片贩子沙逊等。在委员会（董事会）下面设书记1名，月薪2,000元，书记拥有很大实权，任此职最久的是丹麦人亚尔逊。在书记之下设华籍副秘书1名，跑马场的华籍雇员，均由他雇用，因此亦有很大权力。
想入马会要履行一定手续，年满21岁的任何国籍外国人均可申请入会，然后由9－11人组成的投票委员会进行表决，全部同意即行通过。如有1人反对，保留其申请资格，到下次开会时再表决，如有2人反对，须再过一个时期申请填表，如有3人反对，便永远取消其申请入会资格。1908年，跑马场有正式会员320人，其他会员500人，每人每月缴会费10元。在江湾跑马场成立后，才允许中国人作名誉会员。
跑马场老板依靠赛马赌博聚敛大量财产。跑马总会组织赛马只进行组织工作，并不供应马匹，参赛马匹均由马主私人豢养。1909年开始，上海跑马厅允许华人购票入场。跑马总会的收入除门票以外，主要靠赛马时博彩抽成，宣统元年（1909年）以前，采用挂牌定额分彩的方式，由各赌摊的老板向跑马厅交纳保证金后在场内设摊开赌，盈亏由摊主负责，跑马厅坐收盈利。以后为了追求更多利润，在赛马之前发行各种彩票，其中以香槟票为最多，华人买此彩票者甚多。以30年代计，每次赛马门票5元，一场售数千张，加上各种彩票，每天净收入数以10万计。据历料记载，赛马会的门票收入每年有10万银元以上，马票的收入更多，仅1920－1939的20年里，香槟票、独赢票2种彩票的收入就达14,139万多元，平均每年获利700多万银元。到抗日战争前夕，跑马总会尚积余2,000多万元。
赛马日期于1863年至1919年之间每年举行两次。春季赛马于4月下旬至5月上旬；秋季赛马于10月下旬至11月中旬，每次进行4天。1920年以后，增加了几天预赛，有时也在周末和节日举行赛马。

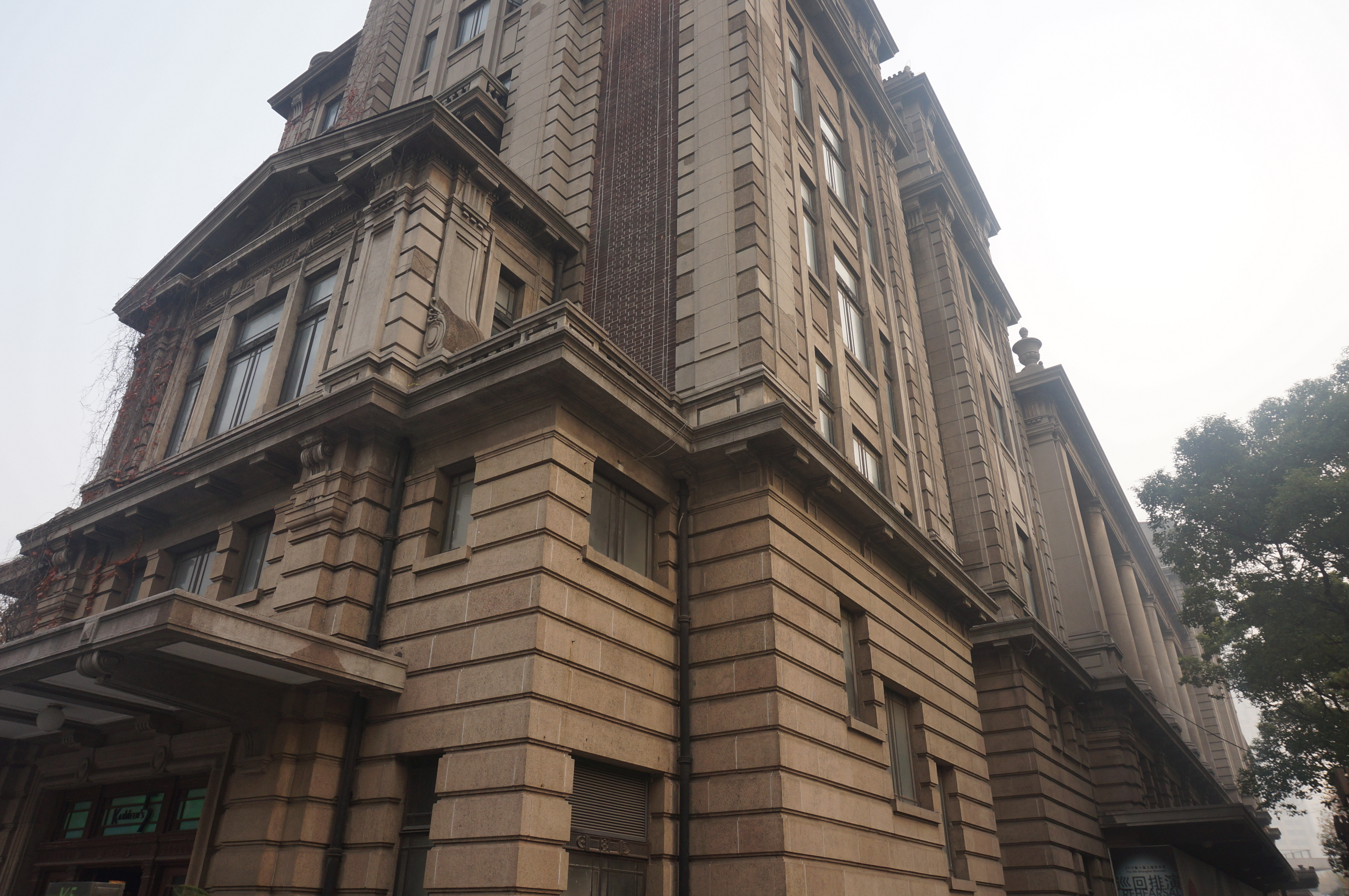
上海跑马厅基座

### 全盛时期
二三十年代，是跑马总会的全盛时代，1936年，作为万国体育会的债务担保人，收买了万国体育会5／8的股票，1938年全部接收了万国体育会的财产，跑马总会成了整个跑马厅所有场地的真正主人。
1932年，跑马总会拆除了旧屋，花费200万两白银，由英资马海洋行设计，余洪记营造厂承建，重建成一座钢筋混凝土结构，100多米长，4层高的新楼，建筑面积21,000平方米。外观属于古典主义造型，外墙是红褐色面砖与石块交砌，有塔什干式柱廊。前面设有看台，西北转角处有一座8层高的钟楼，高达53米。底层是售票处和领奖处，二楼是会员俱乐部，三楼是会员包厢，四楼是职员宿舍。内部
装饰富丽堂皇。跑马厅内还有上海地区第一个游泳池。跑马厅当时称为远东最好的跑马场。
1941年12月，太平洋战争爆发，日军进占租界，跑马总会也被日军占领。直到1945年10月，日本战败，英国董事才返回跑马厅，重新恢复活动。
1946年，江苏江阴北门人邓仲和，他先后向英国人购下南京路外滩的汇中饭店和南京西路的仙乐舞馆两处地产，创中国人购买外国人产业的先例。他还在财长宋子文担保下买下24层国际饭店和跑马廰。上海市政府为收回跑马厅，曾与跑马厅总会进行了数次商洽，跑马总会为了有利于谈判，於1947年4月9日，向香港政府按公司登记法登记成3个公司：上海跑马总会有限公司（会所与看台）；上海跑马总会马厩有限公司（马厩和宿舍）；上海跑马总会场地有限公司（草地跑道）。此外，中间的430亩公共体育场，仍用万国体育会的名义向外联系。以上4个单位，实质是跑马总会一家。当时，上海市政府迫于民意，没有同意跑马厅再开赛马，为此，跑马总会只得同意将跑马厅部分土地出让给政府，但要市政府在郊区以10倍的土地建成赛马场与之交换，后因共军接近上海，未成事实。國共內戰时期跑马场曾经被用作为美军的俱乐部。
香槟票的来历是因马场开始时赛马并无彩金，胜者仅获1瓶香槟酒，故后来的彩票以香槟命名。香槟票每张售价10元，设头彩、二彩、三彩等不同彩金，头彩最初可得
10万元，后涨至15万元，最后加码至22万4,000元。

### 1949年后
上海战役结束初期，由于事务繁忙，且政治气氛松散，上海市政府各部门对于跑马厅并未过多关注，跑马总会曾借机出租外沿土地，增加收入；1949年末，几次有关跑马厅的修建执照，包括装修柜台橱窗、油漆门面、加建门楼、设置广告牌等，均获得上海市工务局的同意。跑马厅理事于1949年6月修订“万国运动会”章程时，还将“有权会员”(voting members)与“普通会员”(non-voting members)名额修改为中外人士各半，希望藉此加强该会存在的正当性，从而延续跑马厅的生命。但在1950年后，共产党政府对跑马厅的政策逐渐明朗。
1950年2月，万国建业公司以跑马厅荒芜可惜，而上海解放后，应有新建设为由，向工务局申请营建执照；打算租用跑马厅沿南京西路一带空地，然后兴建百余间店面。但这一次的申请由于规模过大，引起了工务局的注意，工务局遂以该地已划为绿地、限制使用为由，拒发执照。与此同时，上海市人民政府也已开始注意到此事的严重性，早在一个月前，即两度去函工务局要求展开检讨。刚开始，工务局还不以为意，等到2月1日市政府秘书处召开会议，正式决议必须以本案作为深刻教育案例，工务局才加紧脚步，于2月4日的局务会议上集中检讨。这次检讨会议在政治上等同于宣布了跑马厅的死刑。且当时国库空虚，外汇严重缺乏，因此要求外商认购“人民胜利折实公债”，并课以高额税款。跑马厅1949年下期和1950年上期地产税之和累计高达十六亿三千多万元旧人民币，折合美金约三万八千八百多元。对此，身兼该会主席的怡和洋行大班凯瑟克四处陈情希望能降低税率，但是屡遭拒绝。由于欠款越积越多，1950年4月，体育基金会首先投降。17日，万国体育会致函市长陈毅，表示愿将地产以捐献方式移交人民政府，供上海市民体育运动之用，而请求市府接见，洽商有关移交方法程序等事宜。5月24日，外事处奉命召见凯瑟克，会谈中，凯瑟克要求土地移交后，新政府应避免将土地作为对市民健康有害之用，例如建造房屋、开设工厂等；至于其它方面，保管会并无意见，一旦移交，保管会便可解散。
1950年7月30日，陈毅向政务院总理周恩来报告此事，表明此时接受捐地似乎不妥，主张不如依外事处建议，以地产税作价征收；或者干脆继续拖下去，既不免除其地产税，也不加紧催缴，以达将洋人全面逐出的目的。1951年后，各洋行逐步以二线外籍人员取代原先留守上海的主要负责人；凯瑟克也于9月获准离境。跑马厅成为机关单位无偿借用的对象。在此地举办了几个大型展览包括华东农业展览、妇婴卫生展览、太平天国展览，以及上海市土产展览交流大会。
1951年5月3日，上海市委宣传部以每逢国庆、五一劳动节，上海均缺乏大规模游行、示威场地为由，致函外交部，申请将跑马厅改建成一座用来游行、示威的永久性集中场地。8月4日外交部回复同意正式收回跑马厅，将全部土地列为上海市的公有土地。8月18日，外事处及地政局在市军管会的指示下，研拟了收回跑马厅土地的方案及实施步骤。
1951年8月27日，上海军管会宣布收回跑马厅。9月，上海市人民政府将跑马厅改建成人民公园和人民广场。1954年5月31日，跑马总会所有建筑物由人民政府接管，跑马总会大楼改为上海图书馆。1957年在黄陂北路190号兴建上海体育宫。以后又修建了上海市人大办公楼（后重建为上海市府办公楼─人民大厦）、上海博物馆、上海城市规划展示馆等建筑。1989年，入选上海市文物保护单位。1992年9月14日，人民广场综合改造工程开工。1997年，上海体育宫动迁至大渡河路1860号，原址被建为上海大剧院。1997年，上海图书馆迁至淮海中路新馆，上海美术馆进驻原跑马总会大楼，2012年迁出。2017年起，跑马总会将成为上海历史博物馆馆址。
2009年10月9日，香港注册的上海跑马总会有限公司终于注销。2008年，有英国IT界商人在中国开办名为“上海跑马总会”的网上生意并自封为跑马总会继任主席，针对中国大陆顾客，主营网络电子游戏、海外马匹投资、跑马主题国际旅游等业务。

## 交通
- 地铁
  - 上海轨道交通一号线，二号线，八号线至人民广场站下
- 公交
  - 20路
  - 27路
  - 46路
  - 108路
  - 127路
  - 64路
  - 23路

## 附近
- 人民广场
- 人民公园
- 沐恩堂（又名：慕尔堂）
- 上海大剧院
- 上海市人大
- 上海市人民政府
- 上海市第一百货商店
- 上海博物馆
- 上海城市规划馆